# 다나카 아키라 (1926년)
다나카 아키라(田中明, 1926년 7월 3일 ~ 2010년 12월 8일)는 일본의 언론인, 한국.조선 연구학자이다.

## 생애
아이치현 나고야시에서 태어났다. 작은아버지의 양자가 되면서 초등학교 때부터 서울에서 성장했고, 용산중학교를 졸업한 뒤 일본 해군경리학교에 들어갔다. 도쿄대학교 문학부 졸업. 주니치신문을 거쳐서 아사히신문에 들어갔다. 아사히신문이 발행하는 아사히저널 기자로서 한국을 취재했다. 1972년 회사를 휴직한 뒤 연세대학교 한국어학당과 고려대학교에서 공부했다. 1979년 아사히신문을 퇴사한 뒤 1981년부터 다쿠쇼쿠대학 해외사정연구소 교수로 일했다. 2010년 12월 8일 심근경색으로 사망. 

## 저서
- 『ソウル実感録』北洋社、1975년　三修社、1985년
- 『常識的朝鮮論のすすめ』朝日新聞社、1981년
- 『朝鮮断想』草風館、1984년　 『韓国の「民族」と「反日」』朝日文庫、1988년 『韓国の民族意識と伝統』岩波現代文庫、2003년
- 『韓国政治を透視する』亜紀書房、1992년
- 『物語 韓国人』文春新書、2001년
- 『韓国はなぜ北朝鮮に弱いのか』晩聲社 2004년
- 『遠ざかる韓国 冬扇房独語』晩聲社、2010년